# Chiesa di San Pietro-aux-Nonnains
La Chiesa di San Pietro-aux-Nonnains (in francese: Église Saint-Pierre-aux-Nonnains) è un edificio religioso risalente alla fine del IV secolo situato a Metz, nel quartiere di Metz-Centre, in Francia.
Creata dai romani come palestra, la struttura venne destinata al culto cattolico nel VII secolo, per poi divenire nel 1556, in virtù della sua posizione all'interno della cittadella fortificata di Metz, un deposito militare. Comprata dalla città di Metz nel 1946, la chiesa è stata restaurata nel 1970 e destinata a servire come sala esposizioni e concerti.
Sebbene oggi l'edificio sia sconsacrato e quindi non possa più servire come luogo di culto, la chiesa di San Pietro-aux-Nonnains è considerata una delle più antiche chiese del mondo e la più antica di tutta la Francia. Inoltre, dal 1909 la chiesa è classificata dal Ministero della cultura francese come monumento storico.

## Storia

### La palestra romana
Il primo nucleo dell'edificio che oggi ospita la chiesa di San Pietro-aux-Nonnains fu costruito dai gallo-romani, in quella che all'epoca era nota come Divodurum, nel IV secolo. All'epoca, l'edificio era presumibilmente una palestra facente parte di un complesso termale o di una basilica civile. Di questa struttura oggi rimane ben poco, a causa della distruzione apportata dall'invasione degli Unni di Attila nel 451. Tuttavia, è ancora possibile vedere su un lato dell'edificio moderno l'antica entrata (oggi murata), caratterizzata dalla presenza di un arco a tutto sesto, nonché parte della muratura, realizzata con un concatenamento di mattoni separati da file di conci.

### L'abbazia benedettina

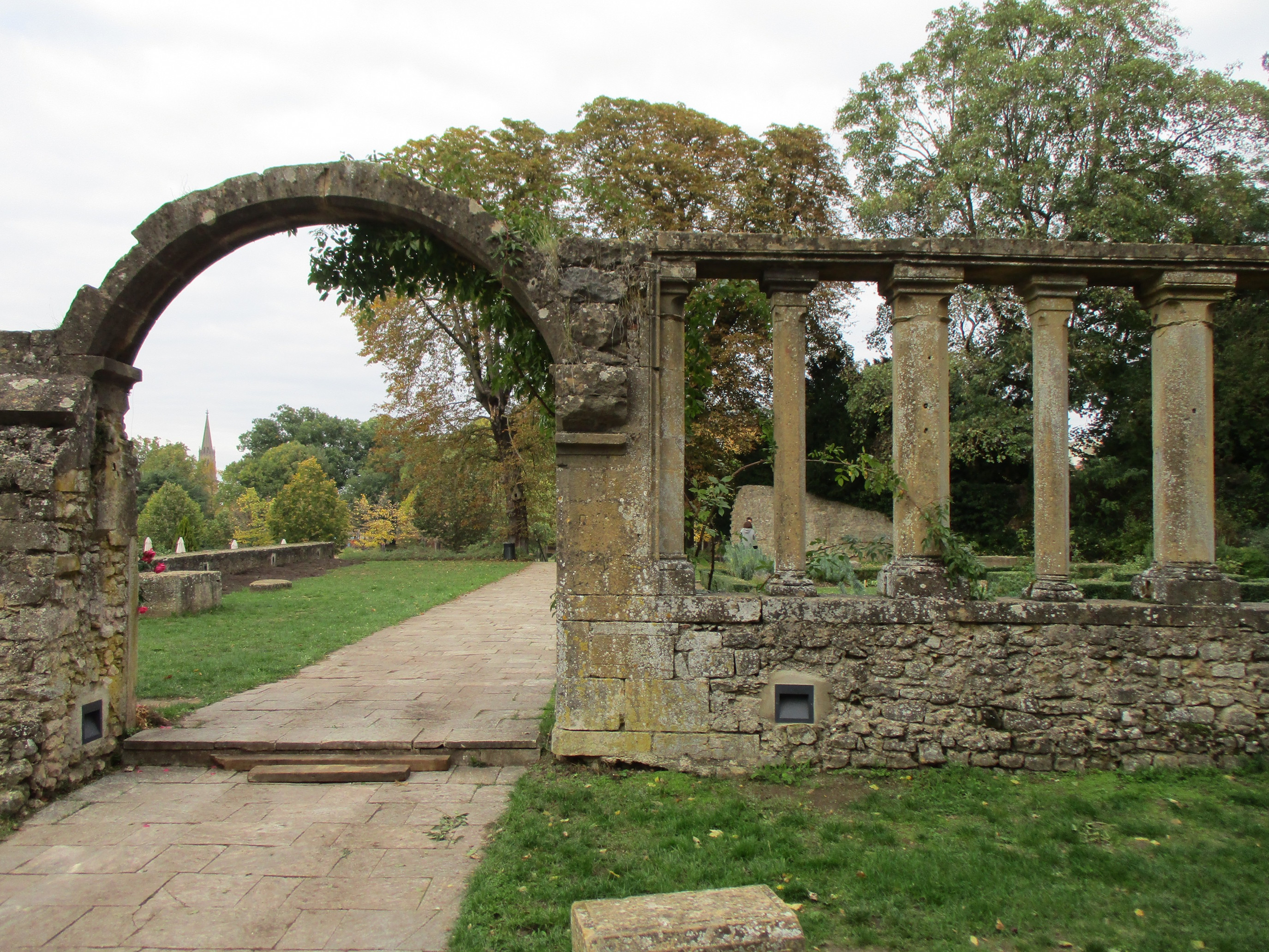
Il chiostro della chiesa

Devastata dagli Unni, la palestra rimase in uno stato di degrado e abbandono fino al VII secolo. Dal 620 l'edificio venne infatti restaurato e divenne sede di un'abbazia di monache benedettine. Di questo periodo restano dell'edificio il chiostro e un pluteo (il muretto basso che separava officianti e fedeli) oggi conservato presso il Museo de la Cour d'Or di Metz. Si tratta dell'esempio più rilevante e meglio conservato di questo tipo di architettura esistente in tutta Francia. Costruito in pietra e formato da 12 lastre e 21 colonne in calcare bianco per un totale di 33 pannelli, la particolarità di questo pluteo è quella di essere decorato con motivi influenzati da diversi stili artistici in voga in epoca merovingia: si passa dallo stile romano a quello barbaro, da quello siriano a quello egizio.

### Le modifiche ottoniane e i restauri successivi

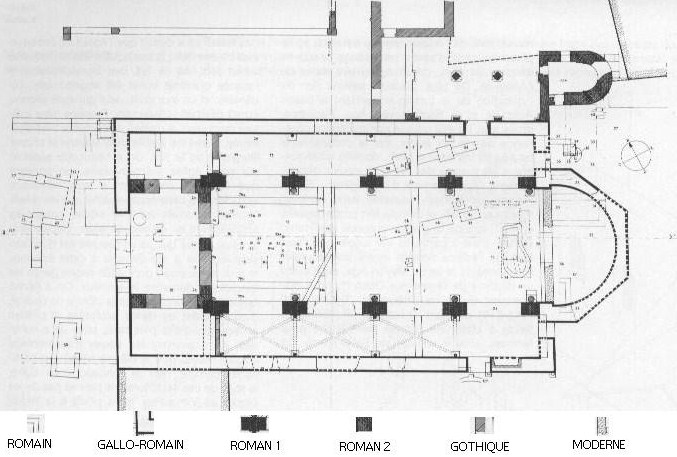
Mappa della chiesa con i diversi ordini di costruzione: romano, gallo-romano, romanico, gotico e moderno

Nel X secolo l'imperatore Ottone promosse degli interventi di restauro della chiesa, che venne trasformata in maniera evidente secondo le regole dell'architettura romanica: l'edificio venne diviso in tre navate e venne aggiunto anche un nartece. Inoltre, in uno dei collaterali della chiesa è ancora oggi visibile una nicchia scavata sul muro che probabilmente era destinata ad ospitare un sarcofago. Nonostante queste modifiche, la chiesa conserva ancora nella gabbia parte del materiale costruttivo usato nell'antica struttura gallo-romana.
Ulteriori restauri si ebbero tra il XV e il XVI secolo, con la realizzazione di volte a crociera gotiche sorrette da volte ogivali nelle navate e nei collaterali.
Malgrado i numerosi lavori effettuati nel corso del tempo, nessuno di essi ha mai cancellato definitivamente gli interventi del passato, al punto che ancora oggi all'interno della chiesa di San Pietro-aux-Nonnains è possibile scorgere le tracce dei diversi stili presenti.

### L'uso civile
Dopo l'infruttuoso assedio di Metz del 1552 da parte di Carlo V, nel 1556 i francesi decisero di rafforzare le difese di Metz costruendo una nuova cittadella fortificata. Per realizzarla fu disposta la distruzione di molti edifici civili e religiosi che si trovavano nella zona, ma le autorità militari decisero di preservare la chiesa di San Pietro-aux-Nonnains e la cappella dei Templari, destinandole però a fungere da deposito per la polvere da sparo e le armi della guarnigione di stanza nella cittadella. La nuova destinazione della chiesa comportò anche ulteriori restauri allo scopo di rendere la struttura funzionale all'utilizzo militare: furono quindi aggiunte delle scale, create nuove aperture e rifatti i tetti.
La chiesa continuò ad essere usata come deposito militare fino al 1920 circa. Nel 1946 la città di Metz acquistò vari edifici fino ad allora appartenenti all'esercito: tra questi era compresa la chiesa di San Pietro-aux-Nonnains. Nel 1970 la chiesa fu sottoposta a interventi di restauro e successivamente convertita a sala concerti ed esposizioni. Il sito dell'antico quartiere della cittadella - rimaneggiato - oltre alla chiesa ospita l'Arsenale di Metz, anch'esso convertito in sala concerti, e la cappella dei Templari, sede espositiva. I tre edifici insieme formano un complesso monumentale gestito dall'Arsenale.